# ناین سینگ

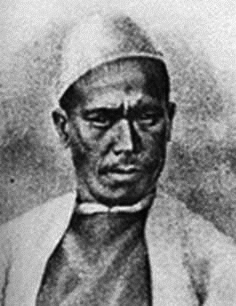

ناین سینگ (به سانسکریت: नैन सिंह) یکی از نخستین بلدهایی بود که هیمالیا را برای برتیانیایی‌ها کاوید. او مسیر میان نپال و تبت را ترسیم‌نمود، برای نخستین‌بار جای و بلندای لهاسا را مشخص‌نمود و نقشه بزرگترین بخش تسانگپو -بزرگترین رود تبت- را رسم‌نمود.
در ۱۸۶۵ وی به همراه پسر عمویش مانی سینگ دهرا دون در شمال هندوستان را به سوی نپال ترک‌کرد. در آنجا پسرعمویش به هندوستان بازگشت ولی ناین سینگ به تاشیلهونپو رفت، جایی که لهاسا و پانچن لاما را دید. در زمان ایست در لهاسا دو کشمیری مسلمان او را دیدند و کیستیش بر ایشان آگاه‌شد و در برابر مبلغ ناچیزی مشاهدات او را خریدند. پس از آن ناین سینگ از راه دریاچه مانساروار در باختر تبت به هند بازگشت.
در سفر دوم در ۱۸۶۷ وی باختر تبت را کاوید و از معدن‌های طلای افسانه‌ای توک‌جالونگ بازدیدکرد. او دید که کارگران تنها در سطح زمین در پی طلایند و جستجوی ژرفای زمین را گناهی بزرگ بر زمین و سبب بی‌بهره‌کردن آن از باروری می‌دانند.
میان سال‌های ۱۸۷۳-۱۸۷۵ او از له در کشمیر از راهی شمالی‌تر از راه سفر نخستش رهسپار لهاسا شد.
در دهه هفتاد و هشتاد میلادی یافته‌های او دربارهٔ جغرافیای آسیا مورد تشویق سازمان‌های جغرافیایی اروپایی چون انجمن جغرافیایی پادشاهی قرارگرفت و دولت آن زمان هندوستان نیز دو روستا را به پاس کوشش‌هایش بدو بخشید. همچنین در ۲۷ ژوئن ۲۰۰۴ هندوستان تمبری را با نگارهٔ او و به افتخارش چاپ‌نمود.